# Epichostis
Epichostis é um gênero de traça pertencente à família Agonoxenidae.